# دریاچه پتوخوو
دریاچه پتوخوو (روسی: Петухово) یک دریاچه در سرزمین آلتای کشور روسیه است.